# Кодру Бутесиј (Марамуреш)
Кодру Бутесиј (рум. Codru Butesii) насеље је у Румунији у округу Марамуреш у општини Шомкута Маре. Oпштина се налази на надморској висини од 506 m.

## Становништво
Према подацима из 2002. године у насељу је живело 266 становника, од којих су сви румунске националности.